# یواس‌اس مالبری (ای‌ان-۲۷)
یواس‌اس مالبری (ای‌ان-۲۷) (به انگلیسی: USS Mulberry (AN-27)) یک کشتی بود که طول آن ۱۶۳ فوت ۲ اینچ (۴۹٫۷۳ متر) بود. این کشتی در سال ۱۹۴۱ ساخته شد.